# Jean-Luc Rocha
Pour les articles homonymes, voir Rocha (homonymie).
Jean-Luc Rocha est un chef cuisinier français d'origine portugaise né en 1977 à Vesoul, en Haute-Saône. Meilleur Ouvrier de France 2007, il dirige depuis janvier 2017 les cuisines du Saint James Paris, hôtel Relais & Châteaux et Club privé. 
Mi-décembre 2018 Monblanc - prestigieux traiteur bordelais - a annoncé que Jean-Luc Rocha venait épauler la brigade de Paulo Fernandes.

## Biographie
Après un CAP / BEP / BAC à Luxeuil les Bains, Jean-Luc Rocha commence sa carrière en cuisine en 1996 à Bas Rupts et Chalet Fleuri à Gérardmer puis à L'hostellerie Le vallon de Valrugues de St Rémi de Provence et Aux armes de Champagne à l'Epine dans la Marne. 
Il seconde ensuite le vésulien Patrick Henriroux à La pyramide de Vienne avant d'arriver aux côtés de Thierry Marx au Relais et Châteaux Cordeillan Bages à Pauillac en 2002 et d'en devenir le chef exécutif en 2005.
Jean-Luc Rocha est nommé Meilleur ouvrier de France en 2007 à Thonon–Les-Bains,.
Après le départ de Marx en 2010, il prend seul les rênes du  Relais et Châteaux Cordeillan Bages,  en conservant les deux étoiles Michelin,.
En 2017, il prend la direction des cuisines du Saint James Paris, à la fois hôtel Relais & Châteaux et Club privé dans la capitale.
En septembre 2017, il participe, avec 5 autres grand Chefs, au dîner de gala du concours d'élégance Chantilly Arts & Elegance Richard Mille.